# Fonction zêta de Dedekind
En mathématiques, la fonction zêta de Dedekind est une série de Dirichlet définie pour tout corps de nombres K. C'est la fonction de la variable complexe s définie par la somme infinie :
prise sur tous les idéaux I non nuls de l'anneau OK des entiers de K, où NK/ℚ(I) désigne la norme de I (relative au corps ℚ des rationnels). Cette norme est égale au cardinal de l'anneau quotient OK/I. En particulier, ζℚ est la fonction zêta de Riemann. Les propriétés de la fonction méromorphe ζK ont une signification considérable en théorie algébrique des nombres.

## Propriétés
Cette fonction possède un développement en produit eulérien avec comme facteur associé à chaque nombre premier p : le produit, pris sur tous les idéaux premiers P de OK divisant p, des
Ceci est l'expression en termes analytiques de l'unicité de la  factorisation en nombres premiers des idéaux I.
Il est connu (démontré en général en premier par Erich Hecke) que ζK(s) a un prolongement analytique dans le plan complexe entier en fonction méromorphe, ayant un pôle simple seulement à s = 1. Le résidu à ce pôle est une quantité importante, impliquant les invariants du groupe des unités et du groupe des classes de K. Il existe une équation fonctionnelle pour la fonction zêta de Dedekind, en reliant ses valeurs à s et 1 – s.
Pour le cas dans lequel K est une extension abélienne de ℚ, sa fonction zêta de Dedekind peut être écrite comme un produit de fonctions L de Dirichlet. Par exemple, quand K est un corps quadratique ceci montre que le rapport
{\displaystyle {\frac {\zeta _{K}(s)}{\zeta _{Q}(s)}}\,}
est une fonction L
{\displaystyle L(s,\chi )\,}
où {\displaystyle \chi \,} est un symbole de Jacobi comme caractère de Dirichlet. Ceci est une formulation de la loi de réciprocité quadratique.
En général si K est une extension galoisienne de ℚ avec un groupe de Galois G, sa fonction zêta de Dedekind possède une factorisation comparable en termes de fonctions L d'Artin. Celles-ci sont attachées aux  représentations linéaires de G.